# Bni Bouchibet
Bni Bouchibet  (in arabo بني بوشبت‎?) è un centro abitato e comune rurale del Marocco situato nella provincia di Al-Hoseyma, regione di Tangeri-Tetouan-Al Hoceima. Conta una popolazione di 9 032 abitanti (censimento 2014).